# Atlantische Hurrikansaison 1886
Die Hurrikansaison 1886 begann am 1. Juni und endete am 30. November. In dieser Periode entstehen die meisten tropischen Stürme im atlantischen Becken.

## Stürme
Die Saison begann mit dem Landgang von drei Stürmen im Juni. Damit ist 1886 das einzige Jahr, in dem schon im Juni drei Hurrikane auftraten (1909, 1936 und 1968 gab es drei tropische Stürme im Juni). Der erste Hurrikan traf nahe der Grenze zwischen Louisiana und Texas auf Land, die anderen beiden in Florida.
Der vierte Sturm des Jahres entstand am 12. Juli in der westlichen Karibik. Er bewegte sich nach Norden und erreichte vor dem Landgang in Florida am 18. Juli Hurrikanstärke. Er erreichte seine Höchstgeschwindigkeit von 137 Kilometern pro Stunde über dem Westatlantik und wurde am 22. Juli zum extratropischen Sturm heruntergestuft.
Der Indianola-Hurrikan von 1886 verursachte katastrophale Schäden an der damals größten und wirtschaftlich bedeutendsten Stadt von Texas. Indianola wurde im späten August getroffen, der Hurrikan hatte beim Landgang eine Geschwindigkeit von 250 Kilometern pro Stunde und war damit an der Grenze zwischen den Kategorien 4 und 5. Mindestens 25 Menschen starben.
Der sechste Sturm der Saison, der sich am 15. August bildete, bewegte sich schon als Hurrikan über die Kleinen Antillen, und querte die Karibik. Jamaika wurde mit Windgeschwindigkeiten um 177 Kilometer pro Stunde getroffen. Als der Sturm Kuba traf, war er noch intensiver. Danach bewegte er sich nach Nordosten und löste sich am 27. August südlich von Neufundland auf.
Der siebte Sturm war ein Hurrikan, der sich im Atlantik vor Kanada auflöste.
Der achte Sturm nahm einen westlichen Kurs über Kuba in den Golf von Mexiko. Er drehte nach Norden in den westlichen Golf und traf am 23. September nahe Brownsville in Texas mit ungefähr 160 Kilometern pro Stunde auf Land.
Im späten September gab es den neunten Sturm über dem offenen Zentralatlantik.
Am 8. Oktober wurde ein tropischer Sturm in der nordöstlichen Karibik beobachtet. Er bewegte sich nach Nordwesten und erreichte am 11. Oktober über dem Golf von Mexiko Hurrikanstärke. Spät am 12. Oktober traf der Sturm nahe der Louisiana–Texas-Grenze auf Land. Die mit ihm verbundenen starken Regenfälle  und eine Flutwelle kosteten 175 bis 200 Menschen das Leben und verursachten eine viertel Million US-Dollar Schaden.
Die letzten beiden Stürme nahmen einen Kurs nach Nordosten, wobei der zweite Haiti überquerte, bevor er auf die offene See abdrehte.